# Oven, Silistra
Oven (în bulgară Овен, în română Caracoci) este un sat în comuna Dulovo, regiunea Silistra, Dobrogea de Sud, Bulgaria. 
Între anii 1913-1940 a făcut parte din plasa Accadânlar a județului Durostor, România. Lângă localitate a mai existat o așezare (azi dispărută) numită Tabaclar în timpul administrației românești.   

## Demografie
Componența etnică a satului Oven
     Turci (99,19%)
     Nicio identificare (0,8%)
     Altele (0%)
La recensământul din 2011, populația satului Oven era de 998 locuitori. Din punct de vedere etnic, majoritatea locuitorilor (99,19%) erau turci. Pentru 0,8% din locuitori nu este cunoscută apartenența etnică.

### Recensământul românesc din 1930
Componența etnică a comunei Caracoci (județul Durostor)
     Turci (98,18%)
     Altă etnie (1,82%)
Componența confesională a comunei Caracoci
     Ortodocși (1,47%)
     Musulmani (98,53%)
Conform recensământului efectuat în 1930, populația comunei Caracoci se ridica la 881 locuitori. Majoritatea locuitorilor erau turci (98,18%). Alte persoane s-au declarat: români (3 persoane), bulgari (5 persoane), greci (5 persoane) și romi (3 persoane). Din punct de vedere confesional, majoritatea locuitorilor erau musulmani (98,53%), dar existau și ortodocși (1,47%).